# Literna lacomblei
Literna lacomblei är en insektsart som beskrevs av Victor Lallemand 1920. Literna lacomblei ingår i släktet Literna och familjen spottstritar.
Artens utbredningsområde är Madagaskar. Inga underarter finns listade i Catalogue of Life.